# Callicera spinolae
Callicera spinolae es una especie de mosca sírfida. Se distribuyen por Europa.